# United States Public Health Service Building
L'United States Public Health Service Building est un immeuble de bureaux de Washington, aux États-Unis. Construit en 1931 sur des plans de Jules Henri de Sibour, il accueille le siège de l'Office of Surface Mining. Il est inscrit au Registre national des lieux historiques depuis le 5 juillet 2007.